# توماس أمان
توماس أمان هو تاجر أعمال فنية سويسري، ولد في 1950 في إرماتينغن في سويسرا، وتوفي في 1993 في زيورخ في سويسرا.